# Ytu cleideae
Ytu cleideae is een keversoort uit de familie Torridincolidae. De wetenschappelijke naam van de soort is voor het eerst geldig gepubliceerd in 1991 door Vanin.